# Эрнандес, Анхель
Анхель Эрнандес (исп. Ángel Hernández, родился 21 февраля 1961 в Сан-Хуане, Пуэрто-Рико) — пуэрто-риканский боксёр-профессионал, выступающий в первом среднем (Light Middleweight) весе.